# خالد محمد مسلم الجهني
خالد محمد مسلم الجهني (بالإنجليزية: Khalid al-Juhani)‏‏ (1975 في السعودية - 12 مايو 2003) كان عضوًا سعوديًا في تنظيم القاعدة. ظهر، وهو يحتضن بندقية في شريط فيديو عام 2002 وعد فيه بهجوم «استشهادي». في عام 2003، حددت الحكومة السعودية الجهني كواحد من اثني عشر قتيلاً في تفجيرات مجمع الرياض بناءً على نتائج الحمض النووي الموجود في مكان الهجوم.

## الحياة

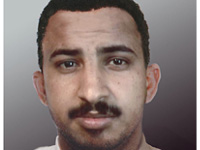
تخيل مكتب التحقيقات الفيدرالي للجهني

كان الجهني في السابق حارسًا شخصيًا لأسامة بن لادن. هرب مع صالح العوفي من أفغانستان، في أواخر عام 2001 عقب الغزو الأمريكي.
في 14 يناير 2002، تم العثور على سلسلة من خمس أشرطة فيديو من تحت أنقاض منزل محمد عاطف المدمر في كابل، أفغانستان. وأظهرت الأشرطة عبد الرؤوف جدي ورمزي بن الشيبة ومحمد سعيد علي حسن وعبد الرحيم والجهني متعهدين بالموت كشهداء. كانت هذه هي المرة الأولى التي يكون فيها لدى السلطات سبب للاشتباه في ارتكابه أي مخالفات. وقالت شبكة إن بي سي نيوز أن أشرطة الفيديو سجلت بعد أحداث 11 سبتمبر 2001.
بعد اكتشاف الشريط، اتصلت صحيفة الوطن السعودية بأفراد عائلته، حيث قالوا أنه قضى ثلاث سنوات في القتال في أفغانستان منذ أن كان عمره 18 عامًا، وثلاث سنوات أخرى يقاتل في الشيشان. لقد اعتقدوا أنه قد أُصيب بمرض عقلي «نتيجة للضغوط التي واجهها خلال الحرب [الأفغانية]». هرب من أفغانستان أثناء الغزو الأمريكي، وانتقل إلى اليمن، قبل أن ينتقل إلى الرياض في عام 2003. في المملكة العربية السعودية، وافق عبدالكريم المجاطي على السماح للجهني بالعيش مع أسرته. حاول العثور على زوجة لـ الجهني، والذي لم يكن من المفترض به أن يشارك في أي قتال آخر.
في 23 مارس 2003، غادرت زوجة المجاطي وابنها إلياس، البالغ من العمر 10 أعوام، المدينة للوصول إلى طبيب عيون. كان من المفترض بهم، السفر مع الجهني، الذي لفت انتباه شرطة المباحث السرية. ومع ذلك، قال الجهني إنه لم يكن على ما يرام، وطلب من أخ وزوجته مرافقة زوجة المجاطي وابنها بدلًا منه. على الرغم من ذلك، اعتقلت السلطات المجموعة التي كانت تأمل في أن يكون الجهني حاضرًا.
تم التعرف على الجهني كواحد من 12 من اثني عشر قتيلًا في تفجيرات الرياض 2003.